# Saturation III
Saturation III je treći studijski album američkog rap sastava Brockhampton, te je ujedno i treći i posljednji iz trilogije albuma Saturation. Sastav ga je najavio kao njihov posljednji studijski album, no dan prije izlaska albuma najavili su da rade na svojem četvrtom albumu Team Effort. Ovo je posljednji album na kojem je radio jedan od osnivača grupe, Ameer Vann, koji ju je napustio početkom 2018. zbog optužbi za seksualno zlostavljanje.

## Popis pjesama
| Br. | Skladba         | Trajanje |
| --- | --------------- | -------- |
| 1.  | »Boogie«        | 3:13     |
| 2.  | »Zipper«        | 3:22     |
| 3.  | »Johnny«        | 4:11     |
| 4.  | »Liquid«        | 1:22     |
| 5.  | »Cinema 1«      | 0:45     |
| 6.  | »Stupid«        | 3:36     |
| 7.  | »Bleach«        | 4:33     |
| 8.  | »Alaska«        | 3:19     |
| 9.  | »Hottie«        | 3:17     |
| 10. | »Cinema 2«      | 0:38     |
| 11. | »Sister/Nation« | 6:04     |
| 12. | »Rental«        | 3:33     |
| 13. | »Stains«        | 3:00     |
| 14. | »Cinema 3«      | 0:51     |
| 15. | »Team«          | 4:33     |